# 費爾芒特海茨 (馬里蘭州)
費爾芒特海茨（英語：Fairmount Heights）是一個位於美國馬里蘭州佐治王子縣的市鎮。

## 人口
根據2020年美國人口普查的數據，費爾芒特海茨的面積為0.69平方千米，當中陸地面積為0.69平方千米，而水域面積為0.00平方千米。當地共有人口1528人，而人口密度為每平方千米2,214人。